# Hotel Kaiserhof (Bitterfeld)

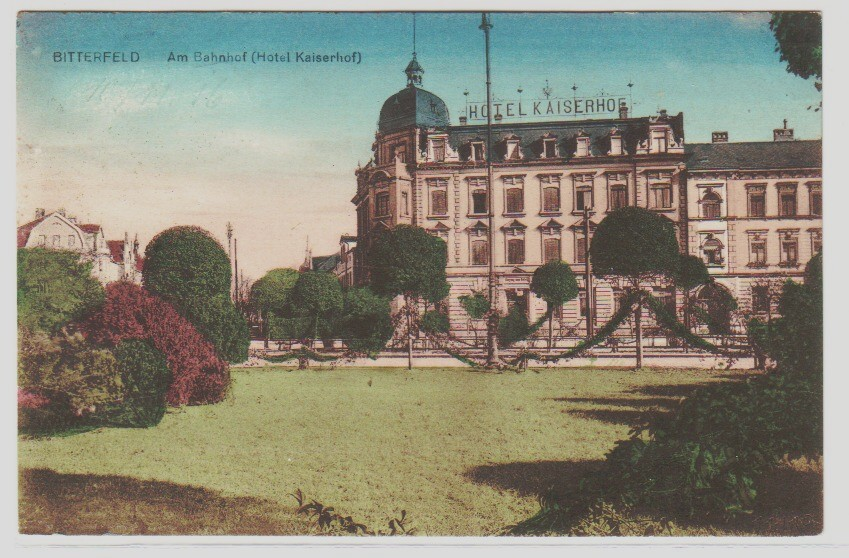
Postkarte Bitterfeld, Hotel Kaiserhof, etwa vor dem Ersten Weltkrieg (ca. 1914)

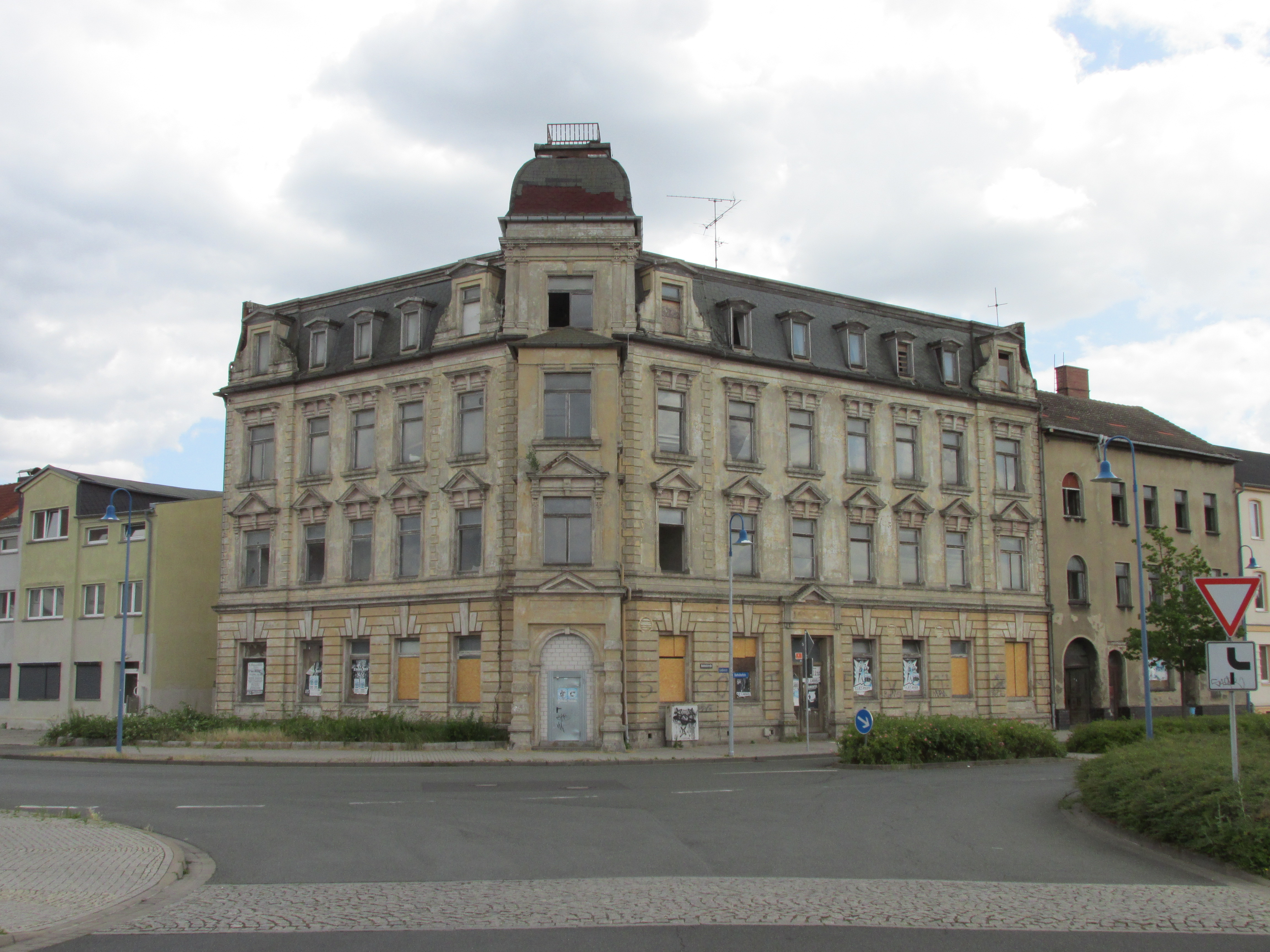
Hotel Kaiserhof in Bitterfeld (2020)

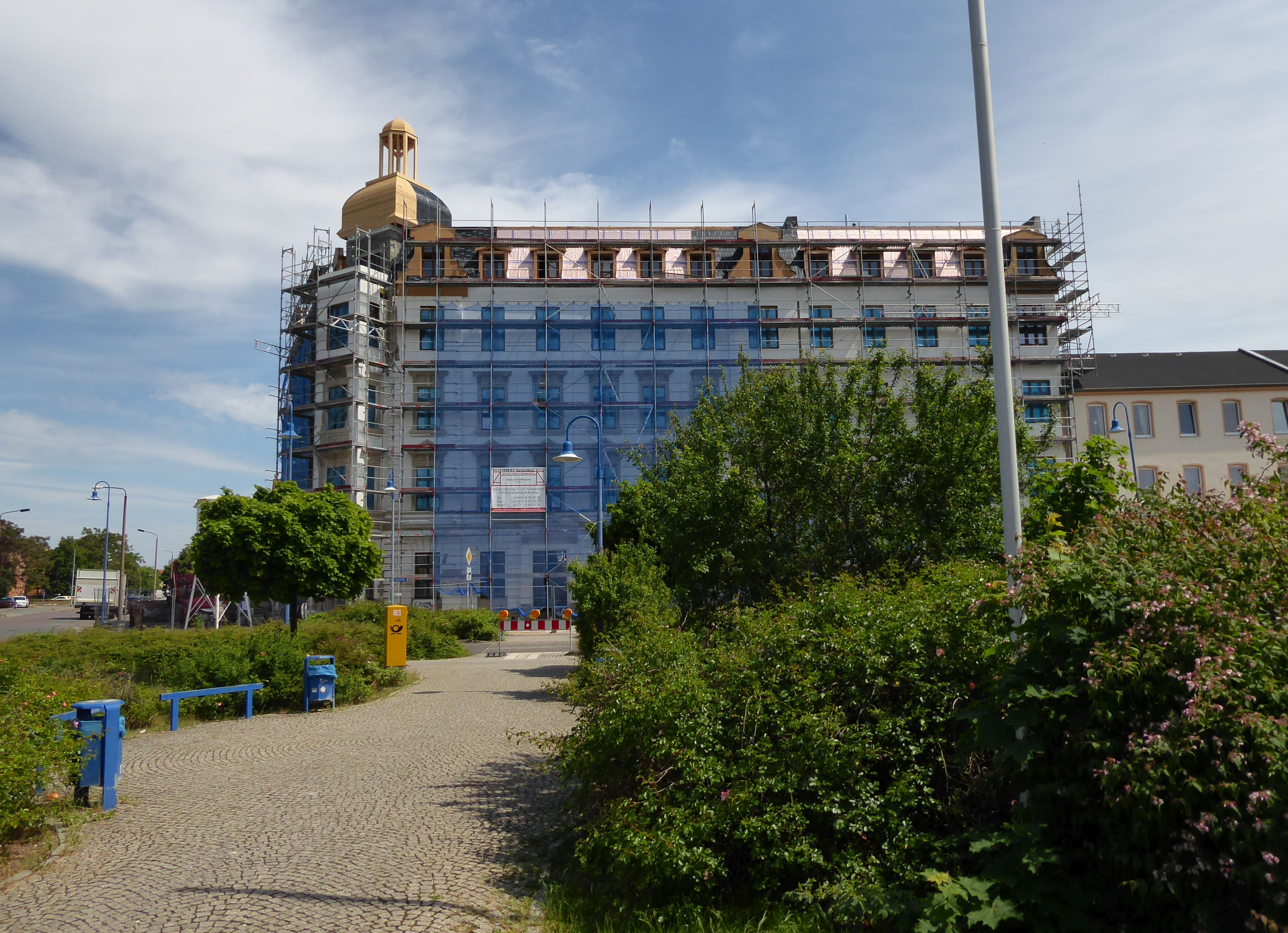
Hotel Kaiserhof in Bitterfeld (2022)

Das Hotel Kaiserhof in Bitterfeld ist ein Hotel in der Stadt Bitterfeld-Wolfen im Landkreis Anhalt-Bitterfeld in Sachsen-Anhalt.

## Geschichte
Bitterfelds Bedeutungszuwachs im 19. Jahrhundert wurde wesentlich durch den Anschluss an die Bahnstrecken Dessau–Leipzig und Berlin–Halle in den späten 1850er Jahren bedingt. Mit dem Bau des Bahnhofs von Bitterfeld, der im Jahr 1857 westlich der Altstadt eröffnet wurde, wurden auch neue Straßen angelegt, die beide miteinander verbanden, so dass ein eigenes Viertel mit Amtsgericht (1878–1879) und Postamt (1901) entstand. An der Ecke der Bahnhofstraße zur Lindenstraße erbaute man in den Jahren von 1892 bis 1894 das fortan wichtigste Hotel der Stadt: den Kaiserhof. Als Architekt gilt der Hallenser Fritz Gygas, von dem in Bitterfeld unter anderem auch die Bauermeister-Gedächtniskirche stammt. Als lokaler Baumeister war Christian Berthold tätig. Erster Hotelier war sein Schwiegersohn Emil Kriebel.
Der Name Kaiserhof ist durchaus typisch für das Deutsche Reich um das Jahr 1900 und fand etwa auch in Wittenberg, Bernburg oder Dessau Verwendung. Im Jahr 1909 wohnte Graf Zeppelin für einige Zeit im Hotel. Es gehörte in dieser Zeit zu einer Reihe von über Deutschland verteilten Hotels, die sich Kaiserlicher Aero-Club nennen durften, weil sie von Mitgliedern des Luftfahrtverbandes empfohlen wurden. Der Bitterfelder Ableger des Verbandes besaß auch in den 1920er Jahren noch mehrere eigene Ballons, die nach der Stadt benannt waren, und traf sich regelmäßig im Hotel. Zudem veranstaltete er eigene Ballonwettfahrten.
Mit der veränderten Politik nach dem Zweiten Weltkrieg erfolgte die Umbenennung des Hotels in Stadt Bitterfeld. Später wurde es zudem zum HO-Hotel. Unter dem Namen Stadt Bitterfeld bestand es bis in die 1990er Jahre, dann wurde es geschlossen und verfiel zunehmend. Im Sommer 2021 begann die Sanierung durch die Atlas Hotelgruppe. Die geplante Wiedereröffnung als Kaiserhof im November 2022 musste auf das Jahr 2023 verschoben werden.
Seit dem 1. April 2023 sind Zimmerbuchungen möglich.

## Baubeschreibung
Die markante Ecklage nordöstlich gegenüber dem Bahnhofsgebäude wird durch einen Risalit sowie eine darüber sitzende Schweifhaube zusätzlich betont. Der nördliche Gebäudeflügel befindet sich in der Lindenstraße und besitzt fünf Fensterachsen. Der südliche Gebäudeflügel in der Bahnhofstraße bestand aus sieben Achsen. Mit der Sanierung der Jahre von 2021 bis 2023 wurde das bisher viergeschossige Gebäude um ein Stockwerk erhöht, wobei auch das Areal des südlichen Nachbargebäudes mit einbezogen wurde, so dass weitere fünf Achsen ergänzt wurden. Trotz der Erhöhung und der Erweiterung wurde der Stil beibehalten, bei dem über jeder Achse eine Dachgaube zu finden ist. Am Turm und an den Enden der Gebäudeflügel werden diese besonders hervorgehoben, wobei die Hervorhebung der Dachgaube der alten südlichsten Achse beibehalten wurde, so dass man an dieser erkennen kann, wie weit das Gebäude ursprünglich reichte. Zudem entstand ein östlicher Hofflügel an diesem südlichen Ergänzungsbau, so dass es sich nun um eine Dreiflügelanlage handelt. Die Fassade wird durch Gesimse horizontal gegliedert. Außerdem ist jedes Geschoss anders gestaltet: das Erdgeschoss wurde mit einer Rustizierung der Fassade betont, die Fenster des ersten Obergeschosses mit dreieckigen Elementen bekrönt und die des zweiten Obergeschosses verzichten auf diese Dreiecksformen. Die vertikale Gliederung erfolgt neben den Fensterachsen ebenfalls durch Rustizierung, die die Achsen mit den hervorgehobenen Dachgauben zusätzlich betont.
Anfangs befand sich neben dem Nordflügel ein verglaster Anbau. Noch vor dem Ersten Weltkrieg wurde dieser in einen Garten umgewandelt, welcher wiederum später beseitigt wurde. Die Schweifhaube, die auf einem turmähnlichen Sockel sitzt, wurde während der Sanierung im Jahr 2022 wieder mit einer Laterne bekrönt. An der Bahnhofsstraße befanden sich drei Eingänge: im Risalit, in der dritten und in der siebenten Achse. Die siebente Achse, eine Hofeinfahrt, wurde später beseitigt und auch bei der Sanierung nicht wieder eingerichtet. Das Hotel steht als Baudenkmal unter Denkmalschutz und ist im Denkmalverzeichnis mit der Nummer 094 16217 erfasst. Am ehesten ist das Bauwerk der Neorenaissance zuzuordnen.